# Hattenbachscher Burgsitz
Der Hattenbachsche Burgsitz, auch Burgsitz der von Romrod und Helmschwerdtsche Burg genannt, ist eine abgegangene Niederungsburg im Südwesten von Schrecksbach (heutige Alsfelder Straße) im nordhessischen Schwalm-Eder-Kreis.

## Lage und Anlage
Der Hattenbachsche Burgsitz befand sich im Südwesten des Dorfes Schrecksbach an der heutigen Alsfelder Straße. Nach einer Grundrisszeichnung im Staatsarchiv Marburg von 1750 war die Burg ein viereckiges Steingebäude mit einem Treppenturm an der Rückseite, das in der Mitte eines Gutshofes lag. Die Wirtschaftsgebäude des Hofes waren mit einer Mauer umgeben und zur Straße hin mit einem Tor abgeschlossen.
Im Jahre 1750 umfasste der Burgsitz 247 Kasseler Acker Land, ca. Acker 48 Wiesen, ca. 8 Acker Garten und ca. Acker 250 Wald. 1885 umfasste der Gutsbezirk 133 Hektar, davon 56 Hektar Ackerland, 13 Hektar Wiesen und 62 Hektar Holz. 1823 wurde der Bau abgerissen.

## Bewohner
Der 1569 durch das Adelsgeschlecht derer von Hattenbach gegründete Burgsitz dürfte identisch sein mit dem 1750 genannten Burgsitz der von Romrod und der späteren Helmschwerdtschen Burg. Von mindestens zwei Familien von Hattenbach wurde der Burgsitz noch bewohnt: Zunächst von Hans Ludwig von Hattenbach, der 1597 eine Ehe mit Emerentia von Wildungen schloss, und anschließend von seinem Sohn Lorentz von Hattenbach. Dessen Tochter Juliana Anastasia von Hattenbach heiratete 1634 Lucas Wilhelm von Romrod, woraufhin der Burgsitz für die nächsten 200 Jahre von der Familie von Romrod bewohnt wurde. Zu Beginn des 19. Jahrhunderts starb der Schrecksbacher Zweig der Familie von Romrod in der männlichen Linie aus, so dass der Burgsitz als erledigtes Lehen an den Landgrafen von Hessen-Kassel heimfiel. Von 1807 bis 1813 regierte in Kassel Jérôme Bonaparte, der Bruder Napoleons, das Königreich Westphalen. Nach dem Ende der französischen Fremdherrschaft kehrte der Kurfürst Wilhelm I. nach Kassel zurück und belohnte all jene, die ihm während dieser Zeit die Treue gehalten hatten. Dazu gehörte auch sein Generaladjutant Wilhelm Burghard Rüppel, dem er den Adelstitel „von Helmschwerdt“ verlieh und die Rittergüter Holzheim und Schrecksbach schenkte. Unter Wilhelm Burghard von Helmschwerdt wurde der baufällig gewordene Burgsitz schließlich abgerissen, der Wirtschaftshof vergrößert und ein neues Pächterhaus errichtet.